# Матвіївка (Кременчуцький район)
Матві́ївка — село в Україні, в Оболонській сільській громади Кременчуцького району Полтавської області. Населення становить 218 осіб. 

## Походження назви
Історія села за деякими переказами розпочинається у 16 столітті, коли внаслідок повстання під проводом Северина Наливайка сюди переселилися чи то брати, чи троє козаків — Худолій, Матвій та Мусій. На їхню честь і було названо троє розташованих одне біля одного сіл: Худоліївка, Матвіївка та Мусіївка.

## Географія

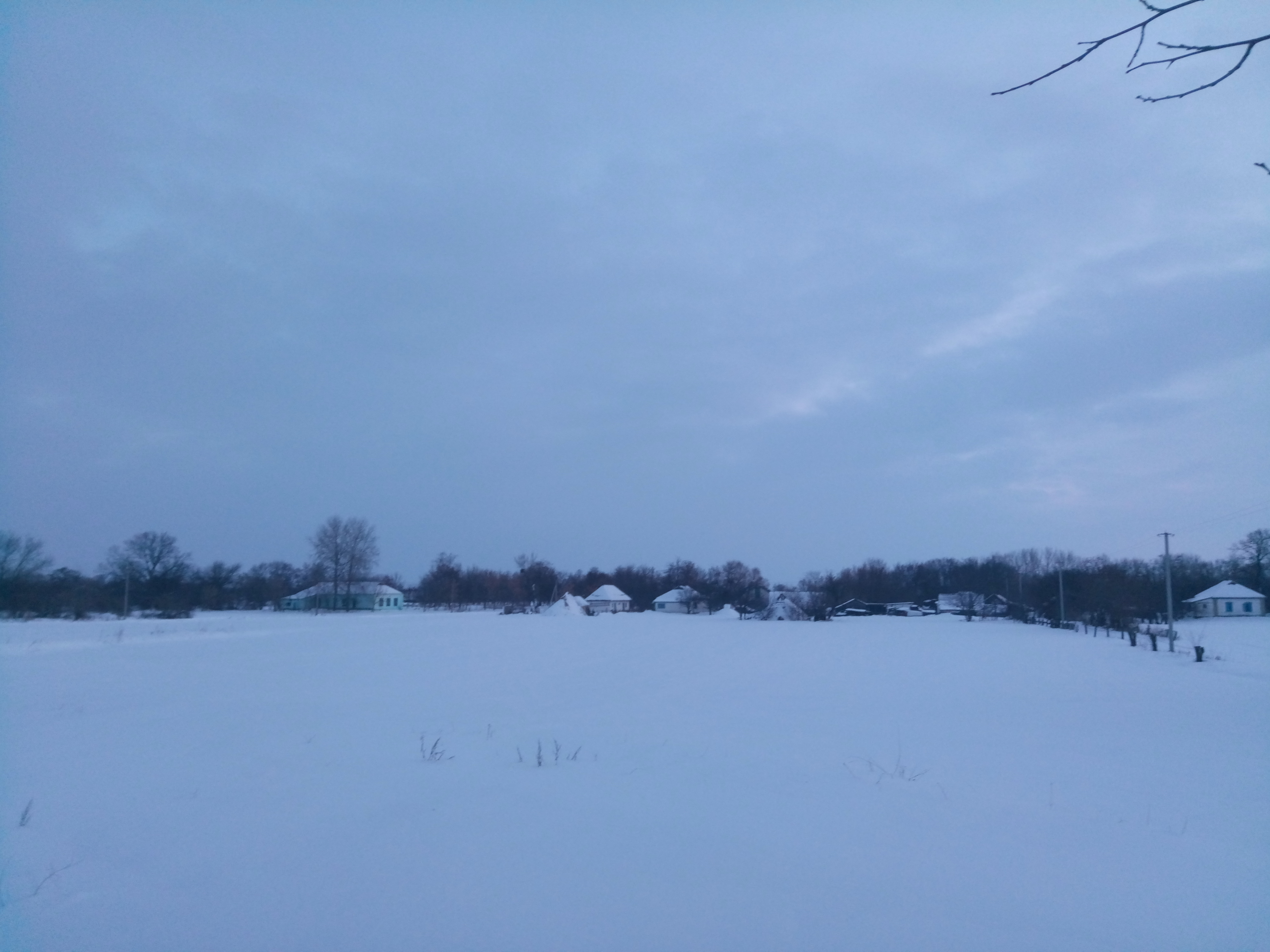
Село взимку

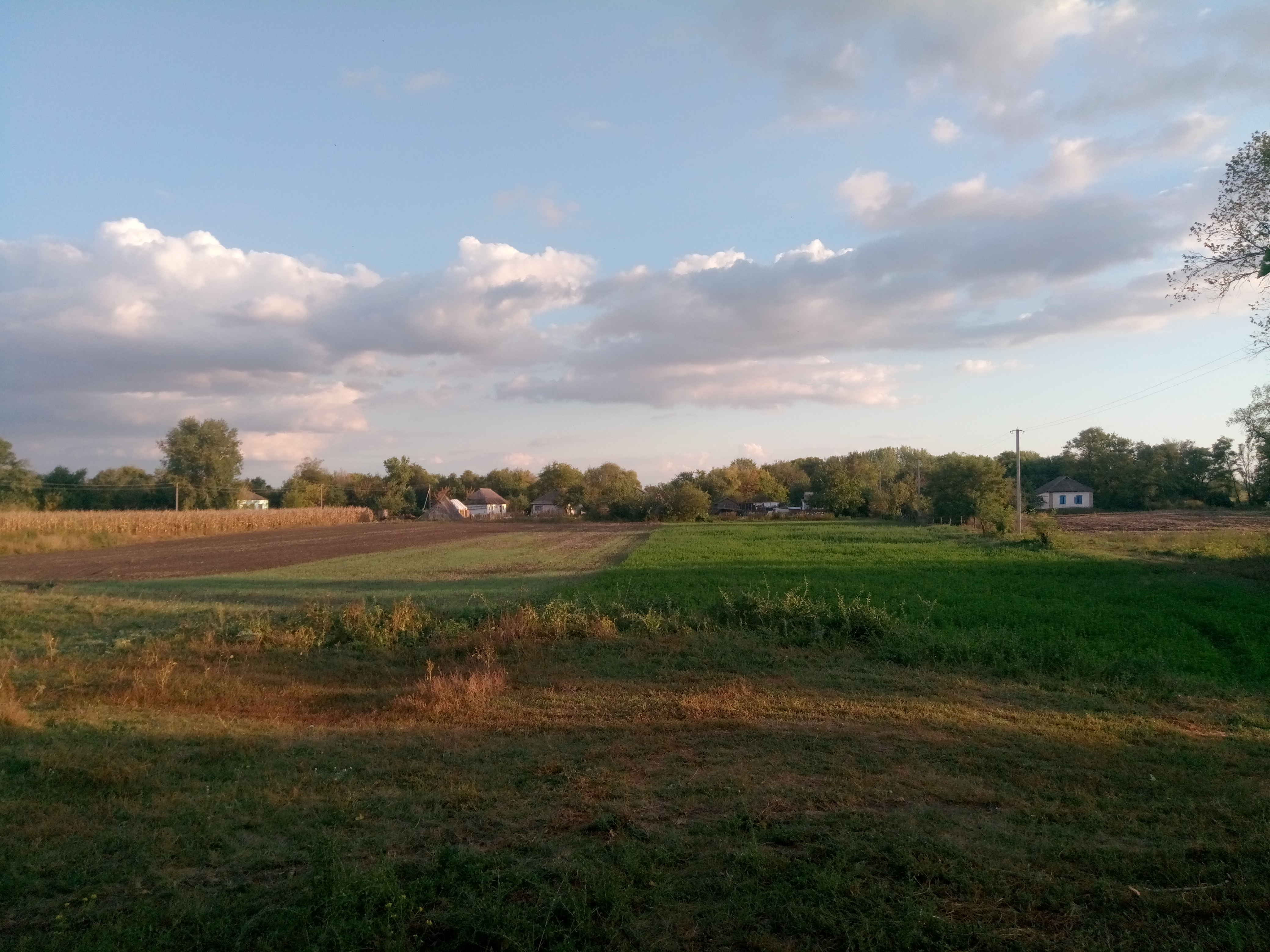
Село влітку

Село Матвіївка знаходиться на лівому березі річки Сула, вище за течією на відстані 3,5 км розташоване село Загребля (Лубенський район), нижче за течією на відстані 5 км розташоване село Наріжжя, на протилежному березі — село Малоселецьке (Золотоніський район). Річка в цьому місці звивиста, утворює лимани, стариці (Ярки) та заболочені озера, неподалік села також розташований ліс.

### Заказник «Рогозів Куток»

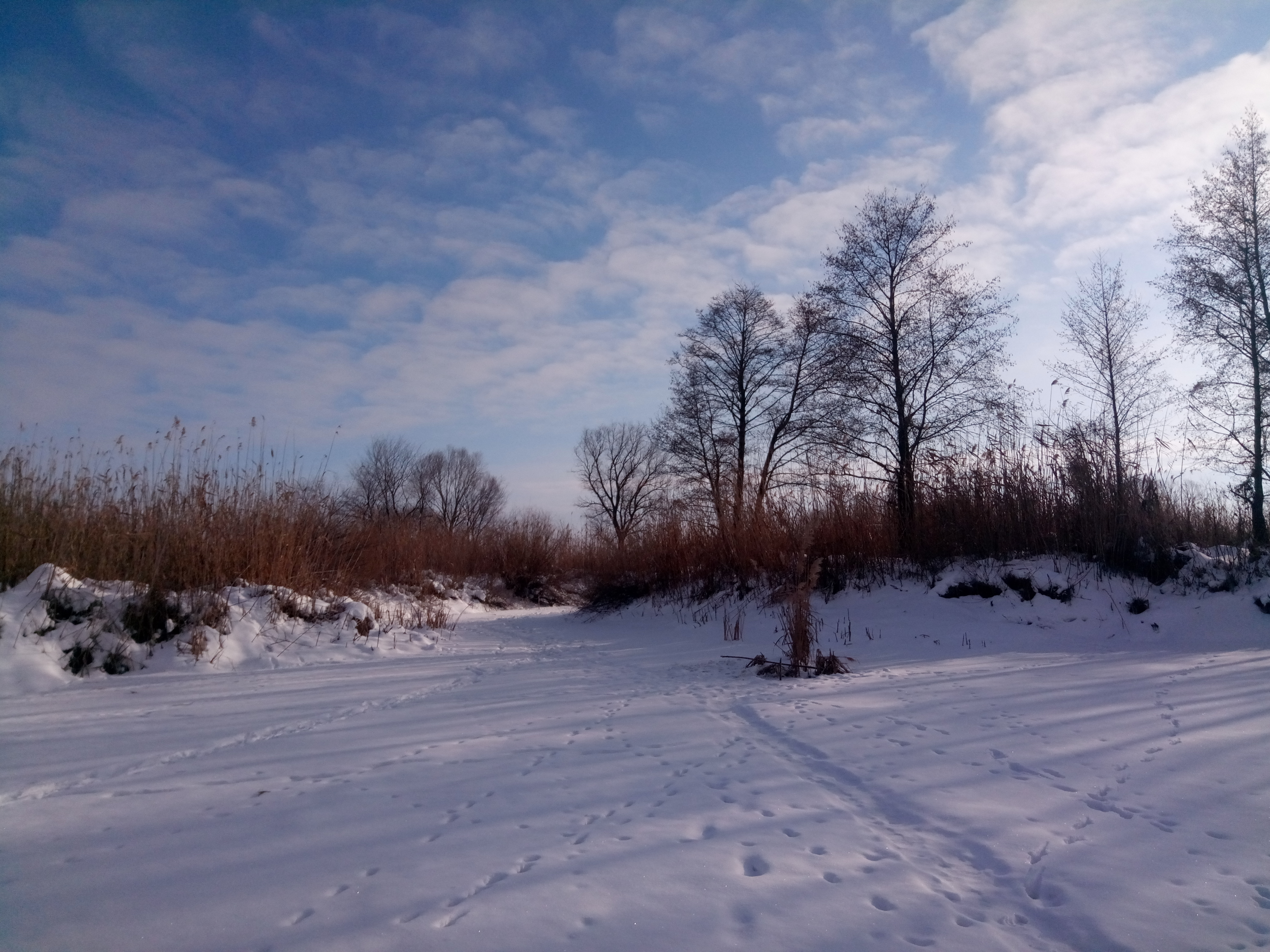
Природа взимку

Територія села занесена до заказника «Рогозів Куток» і вважається одними з найчистіших в Україні. Статус заказника присвоєно з метою охорони та збереження флори і фауни заплавних озер і стариць лівобережжя річки Сули та довколишніх боліт, лук і лісів.
Значні площі заказника займають високотравні болота (навколо водойм та посеред лучних ділянок на зниженнях). Вони представлені суцільними заростями, найчастіше очерету звичайного, а також рогозу вузьколистого та широколистого і куги озерної. По периферії цих угруповань зростає болотне різнотрав'я: підмаренник болотний, м'ята болотна, вербозілля звичайне.
Птахів тут трапляється 187 видів. Це становить 62,5 % від загальної кількості видів птахів, зафіксованих на території Полтавської області. Серед них відмічено 10 видів, занесених до Червоної книги України, 2 види, занесені до Європейського червоного списку та 22 регіональне рідкісних. Тут також водяться 33 види ссавців. Це — 50 % від загальної кількості видів Полтавської області. Поширені видра, заєць сірий, ондатра, лисиця звичайна, кабан та інші. Загалом відмічено 4 види, занесені до Червоної книги України та 4 види занесені до Європейського червоного списку.
Входить до складу Нижньосульського національного природного парку.

## Історія
За легендою село заснували три селянина-втікача Худолій, Мусій та Матвій. Але ознайомившись із історією навколишніх сіл Мусіївка та Худоліївка, та спираючись на деякі документальні та художні твори, стає зрозумілішим, що долі Худоліївки та Мусіївки чимось подібні. Адже там і там є старі поселення, які знаходилися на островах поміж непрохідних боліт, а отже і є фактом те, що заселили їх ті, хто від когось ховався. А от щодо Матвіївки, то це поселення вважається козацьким виселком. А посилялися тут козаки із Лукомльської фортеці за часів Гетьманщини та існування Лубенського полку. Щоправда названо його на честь одного із сотників Лукомльської сотні, а отже і село козацьке.

### Побут

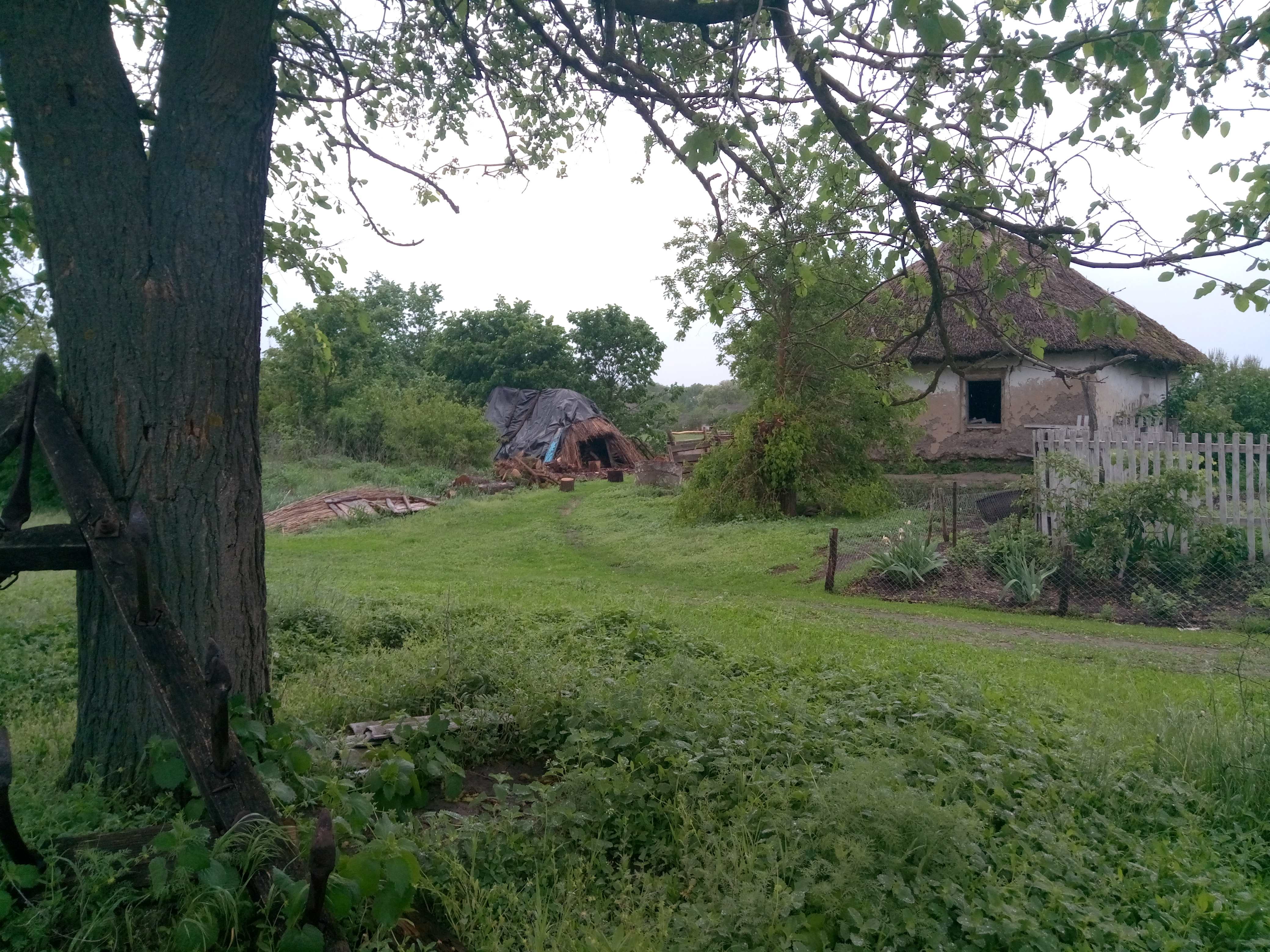
Приклад старої хати в Матвіївці

Як і в 16 столітті то так і в наступні століття населення Матвіївка в основному займалося землеробством та скотарством. Природно так склалося, що скотарство для населення було набагато вигіднішим від землеробства і цьому сприяли природні чинники. Землі навколо Матвіївки були в більшості солончакуваті, малородючі, а інколи і супіщані. А от пасовищ та сінокосів матвіївці мали вдосталь. Тай до того навколо одні болота та озера в яких сила силенна різної риби. І для будівництва матеріалів хватало вдосталь. Це і очерет, і ліс, і глина та пісок.

## Політика

### Парламентські вибори, 2019
На позачергових парламентських виборах 2019 року у селі функціонувала окрема виборча дільниця № 530837, розташована у приміщенні клубу.
Результати
- зареєстровано 114 виборців, явка 83,33%, найбільше голосів віддано за «Слугу народу» — 28,72%, за Радикальну партію Олега Ляшка — 20,21%, за Всеукраїнське об'єднання «Батьківщина» — 11,70%.[2] В одномандатному окрузі найбільше голосів отримав Фахраддін Мухтаров (самовисування) — 47,87%, за Олексія Баганця (Всеукраїнське об'єднання «Батьківщина») — 11,70%, за Костянтина Іщейкіна (самовисування) — 7,45%[3].

## Населення

### Мова
Розподіл населення за рідною мовою за даними перепису 2001 року:
| Мова       | Кількість | Відсоток |
| ---------- | --------- | -------- |
| українська | 216       | 99.08%   |
| російська  | 2         | 0.92%    |
| Усього     | 218       | 100%     |

## Люди
В селі народився Невкритий Денис Никифорович (1895—1970) — український реставратор, живописець.